# Генерал-лейтенант (Австралия)
Генерал-лейтенант (англ. Lieutenant general) — воинское звание генералитета Сухопутных войск Австралии. Соответствует званию «Маршал авиации» в Королевских ВВС Австралии и званию «Вице-адмирал» в Королевском ВМФ Австралии. Является «трёхзвёздным» званием (по применяемой в НАТО кодировке — OF-8).

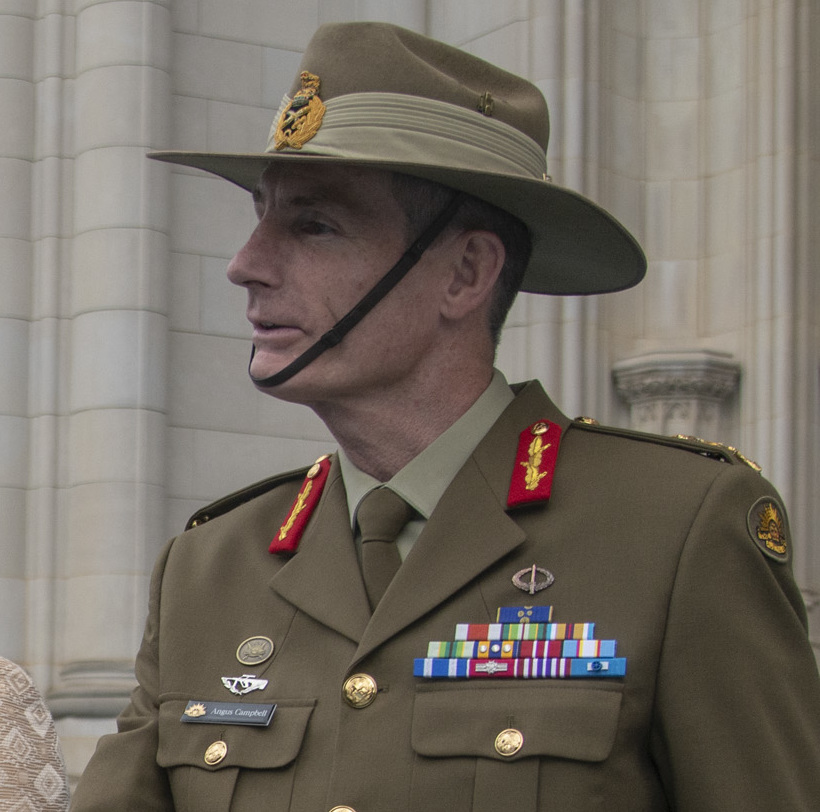
Кэмпбелл, Ангус - один из носителей данного звания (19 сентября 2013)

Следует за званием «Генерал-майор» и предшествует званию «Генерал». Является прямым аналогом британского звания «Генерал-лейтенант».

## Положение о звании
Звание Генерал-лейтенанта присваивается «Начальнику армии (CA)». Другими трёхзвёздочными должностями, потенциально доступными офицерам австралийской армии, являются «Заместитель начальника Сил обороны (VCDF)», «Начальник совместных операций (CJOPS)», «Начальник совместных возможностей (CJC)» и «Начальник военной разведки (CDI)».

## Знаки различия
Погон представляет собой Корону Святого Эдуарда над скрещенными жезлом и кинжалом, а ниже дугой надпись «AUSTRALIA».

## Статистика присвоения звания
Первым австралийским Генерал-лейтенантом стал сэр Гарри Шовель в 1917 году. В общей сложности данное звание присвоено 64 раза. Из них:
- 13 офицерам в дальнейшем присвоено звание Генерала;
- 6 офицерам звание присвоено как почётное при выходе в отставку;
- 5 Генерал-лейтенантов находятся на активной службе (на ноябрь 2022 года).